# Chocalho

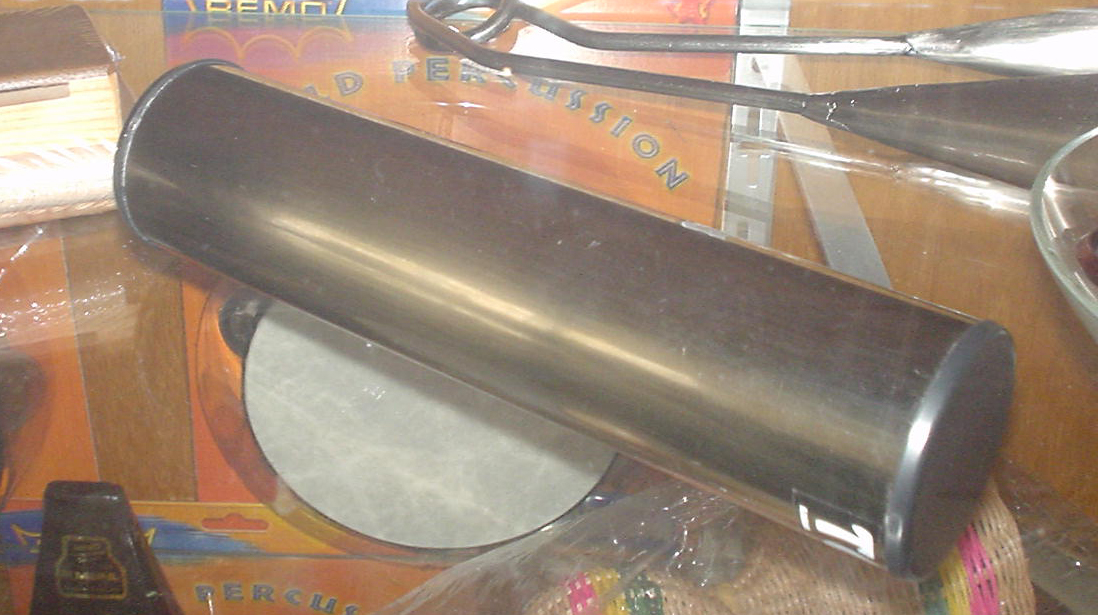
Um chocalho em exposição numa loja

Chocalho é o nome genérico para vários instrumentos musicais, mais precisamente idiofones de agitamento, que consistem num recipiente oco que contém pequenos objetos no seu interior. Entre os instrumentos que se podem considerar como chocalhos, temos o chocalho propriamente dito, as maracas, o ganzá, o caxixi, o xique-xique etc.
Em Portugal, "chocalho" também é definido como campainha, sino, ou campana que se põe ao pescoço dos bois, cabras, etc., sendo a sua manufactura, a Arte chocalheira, considerada Património Cultural Imaterial da Humanidade desde 2015.
O chocalho propriamente dito consiste num cilindro comprido oco, geralmente de metal, com objetos no seu interior (conchinhas, missangas, sementes etc.). O som é produzido agitando o instrumento, de modo que os objectos no seu interior se choquem com as paredes internas. É muito usado no samba e na bossa nova e em festas populares brasileiras, como o carnaval brasileiro. A partir da década de 1950, começou a ser muito difundido em conjuntos musicais.
As maracas são chocalhos típicos de alguns povos ameríndios.
Os chocalhos pode ser confeccionados também artesanalmente, com latas e pedras.

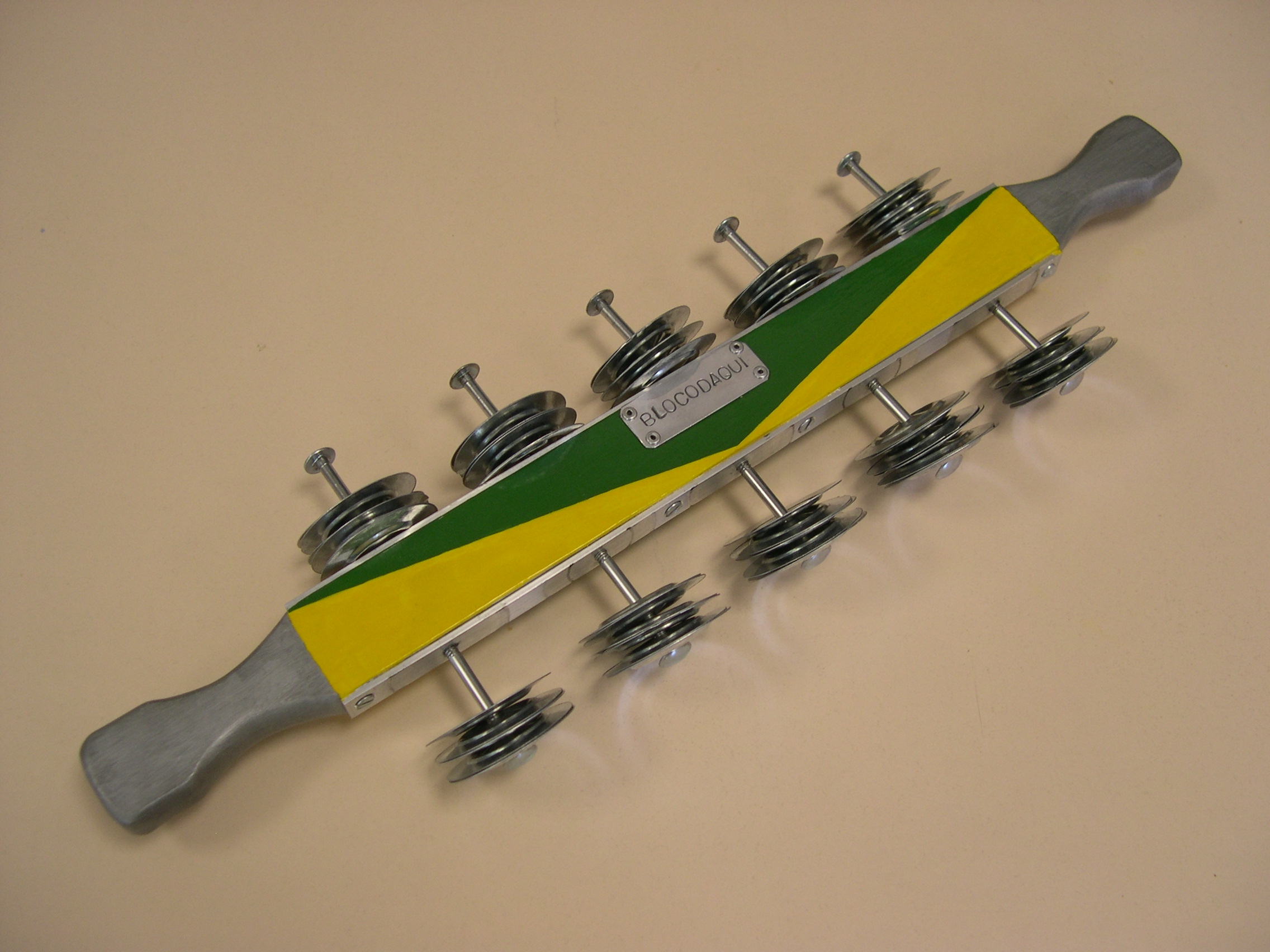
Um chocalho de batucada com cores do Brasil

No Brasil, a palavra "chocalho" também é utilizada para designar uma soalheira usada em batucadas de samba.
Existem também chocalhos de plástico, para entreter bebês.